# Ласкино (Калининградская область)
Ласкино — посёлок в Гурьевском городском округе Калининградской области. Входит в состав Новомосковского сельского поселения.

## История
Кодринен был основан в 1425 году. Примерно с 1785 года поселение упоминалось под названием Годринен.
В 1910 году в Годринене проживало 438 человек, в 1933 году — 803 человека, в 1939 году — 773 человека.
В 1950 году Годринен был переименован в поселок Ласкино.

## Население
| 2002 | 2010 | 2011 |
| ---- | ---- | ---- |
| 210  | ↗621 | ↘280 |

## Социальная сфера
- Опорный пункт полиции
- Почтовое отделение
- Фельдшерско-акушерский пункт
- Детский сад "Маленький гений"

## Архитектура и достопримечательности
- Храм в честь иконы Пресвятой Богородицы "Живоносный Источник"
- Опоры разновысокого шлагбаума
- Кладбище домашних животных

## Транспорт
Ходят пригородные автобусы 143, 146, 146к до г. Гурьевска, через г. Калининград.
В январе 2023 года в поселке открыта одноименная железнодорожная станция. На станции останавливаются пригородные поезда следующие по маршрутам Калининград Южный - Мамоново и Мамоново - Калининград Южный.
На 2024 год ходит две электрички:
- Голубево – Калининград – Чкаловск
- Мамоново – Калининград